# Grayling River
Der Grayling River (grayling englisch für Äsche) ist ein linker Nebenfluss des Liard River im Norden von British Columbia.

## Flusslauf
Der Grayling River hat seinen Ursprung in einem kleinen See in den Logan Mountains, dem Südteil der Selwyn Mountains. Er fließt in überwiegend südsüdöstlicher Richtung durch das Bergland. Nach etwa 100 km erreicht der Fluss den Liard River. Das 1780 km² große Einzugsgebiet des Grayling River grenzt im Westen an das des Smith River und im Osten an das des Beaver River. Der mittlere Abfluss an der Mündung beträgt 16 m³/s.